# Peter Enders (Schachspieler)
Peter Enders (* 2. Februar 1963 in Taucha, Sachsen; † 2. Februar 2025 in Freyburg) war ein deutscher Großmeister im Schach.

## Leben
Enders ist in der DDR aufgewachsen und galt dort als einer der talentiertesten Nachwuchsspieler. Er bestritt in dieser Zeit zahlreiche Schachturniere in Ungarn und spielte auch in der ungarischen Schachliga. Enders litt stark unter den Auseinandersetzungen mit dem DDR-Schachverband: Obwohl er die benötigten Normen für den Titel Internationaler Meister erzielt bzw. weit übertroffen hatte, wurde der Titel vom Verband nicht bei der FIDE beantragt. 1989 wurde er nicht zur DDR-Meisterschaft zugelassen, und zwar wegen Streitigkeiten um die dortige Unterbringung (Enders wollte ein Einzelzimmer). Da er damals die Nummer drei im Lande war, ging er davon aus, dies stehe ihm zu. Enders unternahm danach einen Suizidversuch.
Erst nach der Wende fasste er in Deutschland schachlich besser Fuß; er wurde 1990 deutscher Blitzschachmeister und bekam 1993 den IM-Titel zuerkannt. Im gleichen Jahr gewann er die Deutsche Einzelmeisterschaft, was ihm die Qualifikation für das Zonenturnier in Ptuj und seine erste Großmeister-Norm brachte. Den Titel erhielt er schließlich im Jahr 1997, nachdem er Ende des Jahres 1996 zusammen mit Normunds Miezis das Großmeister-Turnier in Schöneck gewonnen hatte und so seine dritte und letzte Norm erspielte. Im Jahr 1996 wurde er auch deutscher Meister im Schnellschach. 
Nach Der Hefter legte Peter Enders sein zweites, handschriftlich geschriebenes Buch vor: Die letzte Patrone. Unterm Nußbaum. Es enthält neben seinen besten Partien auch die folgenden Zeilen:  „Mit fünf lernte ich die Schachfiguren ziehen. Mit sieben schlugen mich meine Eltern unterm Nußbaum fast tot. Heute bin ich Schachweltmeister. Jawohl. Mit einem eisernen Willen kann man alles schaffen. Mein Titel: Ü50-Team-Blitzweltmeister zusammen mit Thomas Pähtz. 2.7.2016. Alles, was jetzt noch kommt, ist Zugabe.“

## Vereine
Nach der Wiedervereinigung spielte Enders von 1990 bis 1993 für den Münchener SC 1836, von 1993 bis 1995, in der Saison 1998/99 und ab 2002 für den Erfurter Schachklub (bis 1995 SV Erfurt West), von 1995 bis 1998 für den PSV Duisburg und in der Saison 1999/2000 für den SK Passau mehrere Saisons in der 1. Bundesliga, zuletzt in der Spielzeit 2009/2010. In der österreichischen Staatsliga A spielte er in der Saison 1998/99 beim SK Kufstein.